# Sonata per pianoforte n. 8 (Mozart)
La sonata in La minore K 310 è l'ottava sonata scritta da Wolfgang Amadeus Mozart. Composta nel 1778 a Parigi, dopo la morte della madre Anna Maria Pertl che lo aveva accompagnato nel viaggio, è una delle uniche due sonate per pianoforte scritte da Mozart in una tonalità minore.

## Storia
Nel 1777 Mozart intraprese un viaggio che toccò Monaco, Augusta e Mannheim prima di giungere a Parigi; lo scopo era quello di affrancarsi dalle costrizioni dell'impiego presso l'arcivescovo Colloredo a Salisburgo e trovare affermazioni al di fuori degli stretti confini austriaci. Ad Augusta il musicista ebbe modo di conoscere e provare un nuovo tipo di pianoforte, opera del costruttore Johann Andreas Stein, strumento tecnicamente fra i più avanzati dell'epoca, e ne rimase fortemente impressionato. Mozart giunse a Parigi il 23 marzo del 1778 e vi soggiornò per sei mesi durante i quali cercò di dare avvio alla vita di "libero professionista" senza avere però riscontri. Riuscì comunque a comporre diversi lavori tra cui la Sinfonia K 297, alcune sonate per violino e pianoforte (K 296 e K 305) e cinque sonate per pianoforte la cui scrittura rivela il rinnovato interesse del musicista per lo strumento dopo la conoscenza di Stein.
La Sonata in La minore fu scritta nei primi giorni di luglio, subito dopo la morte della madre avvenuta il 3 luglio dopo una brevissima malattia. Mozart realizzò la composizione in soli tre giorni, terminandola il 6 luglio. La drammaticità della pagina, ricca di pathos, rivela il difficile momento attraversato dal compositore e la connota già, nell'atteggiamento soggettivo, di un carattere preromantico. L'opera venne pubblicata a Parigi da Heina insieme ad altre due sonate, la K 309 e la K 311, scritte a Mannheim.

## Struttura e analisi
- Allegro maestoso (La minore)
- Andante cantabile con espressione (Fa maggiore)
- Presto (La minore)

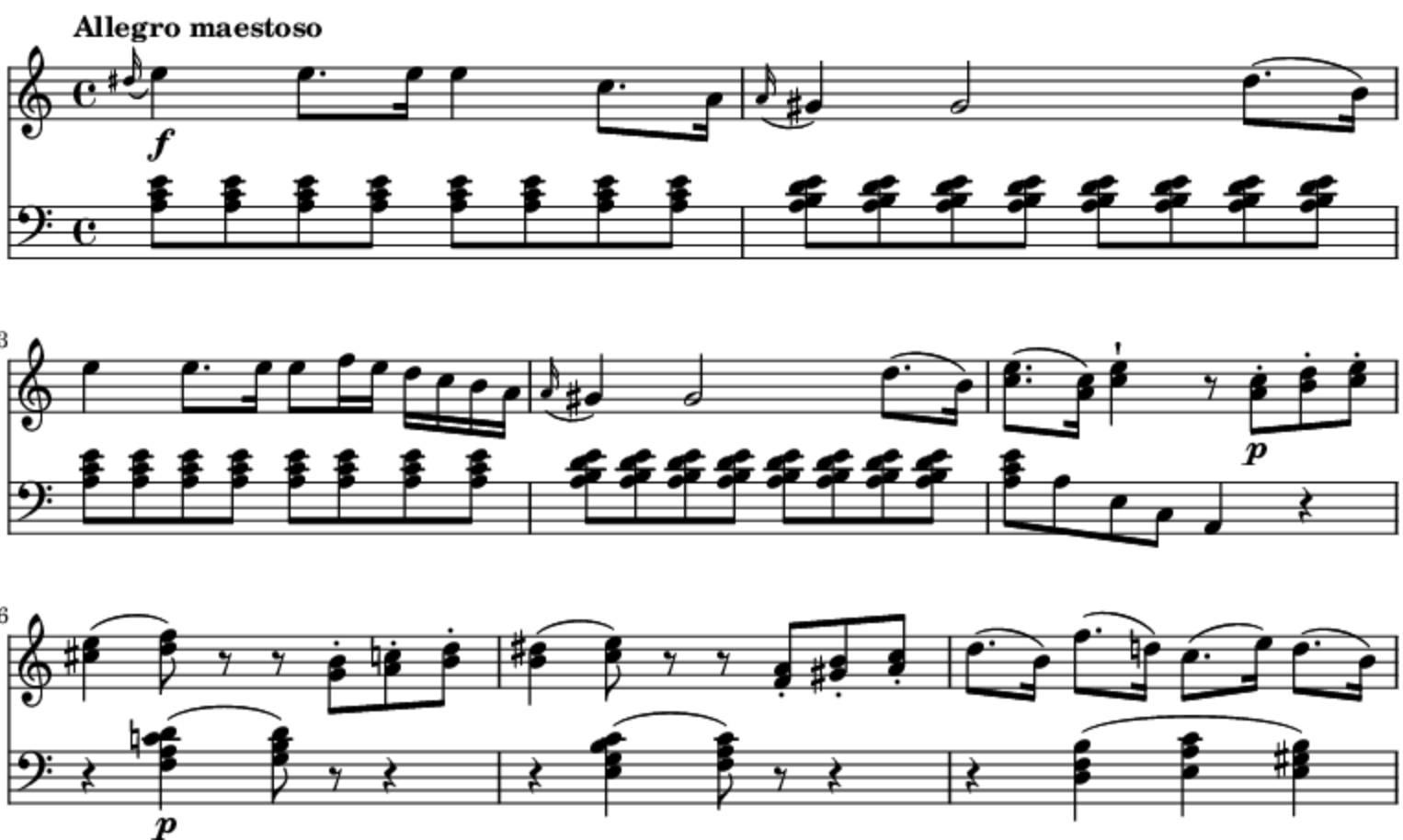
Incipit del primo movimento

Le sonate realizzate da Mozart dopo la sosta ad Augusta rivelano l'importanza data dal compositore alla più approfondita conoscenza dello strumento a martelli e delle nuove potenzialità che questo prospettava. L'impronta intensamente drammatica di questa sonata è avvalorata dalla scelta del La minore. Questa tonalità è usata raramente da Mozart ed è stata considerata dal musicologo Alfred Einstein «la tonalità dello sconforto»; è da considerare però che, oltre a riflettere la situazione dolorosa in cui si trovava, forse il musicista cercò in questo suo lavoro di avvicinarsi ai gusti del pubblico francese presso cui aveva riscontrato molto successo l'opera di Johann Schobert dallo stile acceso e concitato.
Il primo movimento, in forma-sonata, ha l'indicazione Allegro maestoso e inizia incisivamente con un ritmo puntato che lo rende simile a una marcia e che si contrappone alternativamente al tema in semicrome di grande scorrevolezza. Il brano, sempre in alternanza fra pianissimo e fortissimo, presenta un'elaborata costruzione polifonica; nello sviluppo, ancora costellato da ritmi ostinati, sono presenti diverse aspre dissonanze che aumentano il carattere drammatico della composizione.
L'atmosfera muta completamente nel secondo movimento, Andante cantabile con espressione in Fa maggiore, dall'intensa ed espressiva liricità. Nella parte centrale il secondo tema riporta alla dolorosa inquietudine del primo tempo; la tensione è intesificata dai continui trilli della mano sinistra; il tono desolato, acuito anche in questo caso da dissonanze nella parte dell'accompagnamento, si stempera con il ritorno del motivo iniziale.
Il Presto conclusivo ripresenta la situazione drammatica e concitata proposta all'inizio della sonata; si pone come un veloce Rondò in La minore dalla grande ricchezza armonica e dalla notevole scrittura polifonica. Nonostante un breve passaggio in La maggiore, il musicista non sceglie di terminare il brano con una rasserenante tonalità maggiore, ma ribadisce, con la tonalità minore, la sensazione ansiosa e drammatica dell'intera composizione.